# Association sportive et culturelle Dahra
Association sportive et culturelle Dahra est un club de football sénégalais basé à Dahra dans la région de Louga.

## Histoire
Association sportive et culturelle Dahra est un club de football sénégalais créé en 1995 et basé dans la ville de Dahra.
En 2010, ASC Dahra, également connu sous le nom de Dahra Djolof, A atteint la finale de la deuxième division sénégalais en 2010, avec 23 points, en finissant premier de la poule B, battant l'ETICS Mboro qui a terminé avec 21 points. Cet exploit a permis à l'ASC Dahra de se hisser à un niveau supérieur dans le football sénégalais en accédant en Ligue 1. ASC Dahra perd la finale de vainqueur de la ligue 2 contre l'équipe de Mbour de ASC Touré Kunda.
Après des saisons mitigés en première division sénégalaise de football, ASC Dahra est relégué en Ligue 2 en 2012. Puis reléguée en D3 en 2016. En 2025 ils sont de nouveau promu en National 1.

## Palmarès
- Ligue 2
  - Vice-champion : 2010